# Hluboké
Hluboké (německy Hluboky, Hluboké, starší názvy též in villa Hlubok, de Hluboce, in Hluboky) je obec v okrese Třebíč v Kraji Vysočina ležící asi 25 km východně od města Třebíče. Obec patří do správního obvodu obce s rozšířenou působností Náměšť nad Oslavou. Žije zde 213 obyvatel. Hranice katastru obce tvoří současně i hranici mezi krajem Vysočina a krajem Jihomoravským a tvoří ji říčka Chvojnice. Hluboké je obec zemědělská, s rodinnými farmami.
Sousedními obcemi sídla jsou Velká Bíteš, Újezd u Rosic, Krokočín, Náměšť nad Oslavou, Kralice nad Oslavou a Jinošov.

## Geografie
Hlubokým prochází z východu na západ silnice z Jinošova do Újezdu u Rosic, severně ze zastavěného území obce pak vede užitková silnice do Krokočína a užitkové silnice k Ouvarskému rybníku a samotě Křemelík. Jižně pak ze zastavěného území obce vede užitková silnice ke kompresní stanici Kralice nad Oslavou a do Horních Lhotic. Ze severu na jih přes zastavěné území obce prochází cyklostezka 5184. V severní části území obce prochází naučná stezka Jinošovské studánky, v její trase se nachází na území Hlubokého Panská studánka, Kalinova studánka a Karlova studánka, dále pokračuje jižně k Hraběcí studánce. 
Většina území obce je zemědělsky využívána, jen severní část území u hranice je zalesněna a kopcovitá, stejně tak jihovýchodní část v údolí řeky Chvojnice směrem k nádrži Chvojnice je zalesněna a ostře svažitá. Na severním okraji zastavěného území obce se nachází několik průmyslových areálů a jižně od území obce se nachází kompresní stanice Kralice nad Oslavou.
U Karlovy studánky v severní části území obce pramení nepojmenovaný potok, na jehož toku leží rybníky Ouvarský a Na Formance, dále teče východně a u hranic území obce se vlévá do Chvojnice. Ta tvoří východní hranici území obce, a protéká údolím a pod vrcholem Krokočínská hůrka, který se nachází těsně za hranicemi území obce. Na jihovýchodním okraji území se do Chvojnice vlévá také potok Žďárek, dále na toku Chvojnice na hranici území obce se na Chvojnici nachází vodní nádrž Chvojnice. Z Hraběcí studánky těsně za jižní hranicí území obce pramení potok Rakovec.
Území obce je v podstatě rovinaté, většina území obce se nachází ve výšce okolo 500 metrů nad mořem, těsně za východní hranicí území obce se nachází Krokočínská hůrka (498 m), východní hranice území obce je tvořena údolím řeky Chvojnice, které dosahuje hloubky přibližně 450 metrů nad mořem. 
Zastavěné území obce se nachází na východním okraji území obce, na severozápadě území obce se nachází samota Křemelík, u Oumarského rybníka se nachází samota. Těsně za východní hranicí území obce se nachází samota, která spadá už do území Újezdu u Rosic.

## Název
Název vsi je odvozen od polohy v hlubokém údolí a hlubokých lesích. 

## Historie
První písemná zmínka o obci pochází z roku 1349, kdy je připomínán Bohuš z Hluboké. Nicméně již v tu dobu vesnice měla patřit rodu Kralických, v roce 1480 přepsala Dorota z Žeravic svým synům věno – Hluboké, Lhotice a Jakubov a roku 1510 spojili majetek Zbyněk z Kralic a Vilém z Pernštejna. Jan z Pernštejna pak v roce 1527 prodal Václavovi z Lomnice a zbytek majetku v Hlubokém pak od rodu Kralických odkoupil Jan z Žerotína v roce 1573. Následně se Hluboké stalo součástí náměšťského panství a patřilo tak do majetku Haugwitzů. V roce 1775 proběhlo nevolnické povstání, odpůrci nevolnictví byli potrestáni. Do roku 1867 byl pod Hluboké správně začleněn i Krokočín.
V roce 1878 byl vztyčen kříž u školy a v roce 1906 pak byl postaven i kříž na návsi. V roce 1885 byl založen evangelický hřbitov (později nejmenší hřbitov v Česku) a také prošel obcí velký požár. V roce 1896 byla postavena školní budova. V době první světové války pak obec nebyla poškozena, ale přesto zemřelo 6 mužů ze vsi. V roce 1929 byla obec elektrifikována. Roku 1932 byla opravena zvonička na návsi. Během druhé světové války bylo 11 osob odvezeno na nucené práce do německé říše.
Už 14. července 1946 byl na návsi odhalen pomník padlým občanům z obce v druhé světové válce, celkem byly 3 oběti. V roce 1953 bylo v obci založeno JZD, to pak v roce 1972 byla sloučena do JZD Hluboké i JZD v Jinošově a Krokočíně a v roce 1975 vzniklo JZD Jinošov ještě sloučením s JZD v Pucově a Jedově a roku 1977 se připojily do JZD Jinošov i JZD v Ocmanicích, Naloučanech, Častoticích a Zahrádce. Roku 1962 byla vyasfaltována silnice mezi Jinošovem a Hlubokým a roku 1977 byla zrušena škola. Mezi lety 1976 a 1979 byla na návsi postavena víceúčelová budova, kdy v přízemí měla fungovat hasičská zbrojnice – ta nakonec nebyla připravena a v přízemí tak byla připravena prodejna. K 1. lednu roku 1980 se Hluboké stalo součástí Jinošova. V roce 1984 byla postavena silnice mezi Hlubokým a Krokočínem. Roku 1988 byla opravena malá zvonička na návsi.
V roce 1990 se obec Hluboké opět osamostatnila a v roce 1994 byla dokončena plynofikace obce a v roce 1998 byl dokončen vodovod. V době krajské reformy v roce 2000 se spekulovalo o přeřazení do Jihomoravského kraje pod pověřenou obec Velká Bíteš, původně byla obec připojena k Velkému Meziříčí – nakonec však zůstala obec pod někdejším okresem Třebíč a pověřenou obcí pro Hluboké se stala Náměšť nad Oslavou. Dne 8. dubna 2005 vesnice obdržela dekret k použití znaku a vlajky obce, tu navrhl podle pečeti František Gregor z třebíčského archivu. Roku 2007 získal hřbitov v Hlubokém dekret k tomu, že je nejmenším hřbitovem v Česku. Mezi roky 2008 a 2009 byl vybudován rybník Na Formance, kdy ten je pojmenován na počest pověsti, kdy na blátivé cestě se měl zanořit forman i s koňmi do bahna a jak koně, tak i forman zahynuli.
Do roku 1849 patřilo Hluboké do náměšťského panství, od roku 1850 patřilo do okresu Moravský Krumlov, pak od roku 1868 do okresu Třebíč, posléze do okresu Velká Bíteš a od roku 1960 do okresu Třebíč. Mezi lety 1980 a 1990 patřilo Hluboké pod Jinošov, následně se obec osamostatnila.

### Ocenění
Obec Hluboké v roce 2007 obdržela ocenění oranžová stuha za spolupráci obce a zemědělského subjektu v soutěži Vesnice Vysočiny. Obec Hluboké v roce 2009 obdržela ocenění zlatá stuha, tj. vítěz, který postoupil do celostátního kola a obec se stala Vesnicí Vysočiny.
V roce 2010 získala obec od Ministerstva obrany ČR ocenění za příkladnou péči o památník obětem. Obec se pravidelně účastní soutěže Zlatý erb, kdy v roce 2011 získala 3. místo, 2012 získala 3. místo, 2013 získala 2. místo, 2014 získala 2. místo a v roce 2018 získala obec 3. místo.
| Rok            | 1869 | 1880 | 1890 | 1900 | 1910 | 1921 | 1930 | 1950 | 1961 | 1970 | 1980 | 1991 | 2001 | 2011 | 2021 |
| -------------- | ---- | ---- | ---- | ---- | ---- | ---- | ---- | ---- | ---- | ---- | ---- | ---- | ---- | ---- | ---- |
| Počet obyvatel | 323  | 332  | 332  | 359  | 351  | 367  | 352  | 288  | 311  | 310  | 268  | 241  | 223  | 223  | 191  |
| Počet domů     | 40   | 46   | 48   | 55   | 56   | 57   | 70   | 75   | 73   | 73   | 73   | 80   | 82   | 82   | 86   |

## Politika

### Volby do Poslanecké sněmovny
|       | 2006                | 2010                | 2013                | 2017               | 2021                  |
| ----- | ------------------- | ------------------- | ------------------- | ------------------ | --------------------- |
| 1.    | ČSSD (34,78 %)      | ČSSD (33,03 %)      | ČSSD (24,1 %)       | ANO (31,18 %)      | SPOLU (37,37 %)       |
| 2.    | ODS (20,86 %)       | KSČM (16,96 %)      | KDU-ČSL (20,53 %)   | Piráti (15,05 %)   | ANO (20,2 %)          |
| 3.    | KSČM (18,26 %)      | KDU-ČSL (12,5 %)    | ANO 2011 (18,75 %)  | KDU-ČSL (15,05 %)  | Piráti+STAN (12,12 %) |
| účast | 67,25 % (115 z 171) | 61,20 % (112 z 183) | 59,57 % (112 z 188) | 55,75 % (97 z 174) | 58,58 % (99 z 169)    |

### Volby do krajského zastupitelstva
|      | 1.                 | 2.                    | 3.                       | účast              |
| ---- | ------------------ | --------------------- | ------------------------ | ------------------ |
| 2000 | 4KOALICE (40 %)    | KSČM (20 %)           | ČSSD (17,5 %)            | 27,47 % (50 z 182) |
| 2004 | KSČM (26,66 %)     | KDU-ČSL (22,22 %)     | MoDS (20 %)              | 25,42 % (45 z 177) |
| 2008 | ČSSD (40,25 %)     | KSČM (19,48 %)        | KDU-ČSL (18,18 %)        | 42,86 % (78 z 182) |
| 2012 | ČSSD (31,66 %)     | KSČM (25 %)           | KDU-ČSL (16,66 %)        | 34,78 % (64 z 184) |
| 2016 | ANO 2011 (22,05 %) | ČSSD (20,58 %)        | KDU-ČSL (20,58 %)        | 37,7 % (69 z 183)  |
| 2020 | ČSSD (16,32 %)     | ANO (16,32 %)         | STAN+SNK ED (14,28 %)    | 29,17 % (49 z 168) |
| 2024 | ANO (26,31 %)      | STAN+SNK ED (21,05 %) | ODS+TOP 09+STO (15,78 %) | 34,32 % (58 z 169) |

### Prezidentské volby
V prvním kole prezidentských voleb v roce 2013 první místo obsadil Miloš Zeman (38 hlasů), druhé místo obsadil Jan Fischer (26 hlasů) a třetí místo obsadil Jiří Dienstbier (24 hlasů). Volební účast byla 70,97 %, tj. 132 ze 186 oprávněných voličů. V druhém kole prezidentských voleb v roce 2013 první místo obsadil Miloš Zeman (77 hlasů) a druhé místo obsadil Karel Schwarzenberg (43 hlasů). Volební účast byla 65,05 %, tj. 121 ze 186 oprávněných voličů.
V prvním kole prezidentských voleb v roce 2018 první místo obsadil Miloš Zeman (46 hlasů), druhé místo obsadil Jiří Drahoš (32 hlasů) a třetí místo obsadil Marek Hilšer (14 hlasů). Volební účast byla 64,00 %, tj. 112 ze 175 oprávněných voličů. V druhém kole prezidentských voleb v roce 2018 první místo obsadil Miloš Zeman (63 hlasů) a druhé místo obsadil Jiří Drahoš (57 hlasů). Volební účast byla 67,80 %, tj. 120 ze 177 oprávněných voličů.
V prvním kole prezidentských voleb v roce 2023 první místo obsadil Petr Pavel (33 hlasů), druhé místo obsadil Andrej Babiš (27 hlasů) a třetí místo obsadil Pavel Fischer (22 hlasů). Volební účast byla 68,60 %, tj. 118 ze 172 oprávněných voličů. V druhém kole prezidentských voleb v roce 2023 první místo obsadil Petr Pavel (73 hlasů) a druhé místo obsadil Andrej Babiš (43 hlasů). Volební účast byla 67,44 %, tj. 116 ze 172 oprávněných voličů.

## Zajímavosti a pamětihodnosti
- kaplička
- rybník Ouvary, rybník Na Formance
- přírodní nádrž Chvojnice
- evangelický hřbitov – nejmenší hřbitov v Česku[37]
- mezi Křemelíkem a Krokočínem na okraji lesa je studánka, která má údajně léčivé účinky[38]

## Osobnosti
- Vladimír Roy (1885–1936), básník, překladatel, kněz v Hlubokém
- Jaroslav Sedlák (1931–2008), fyzik[39]

## Galerie

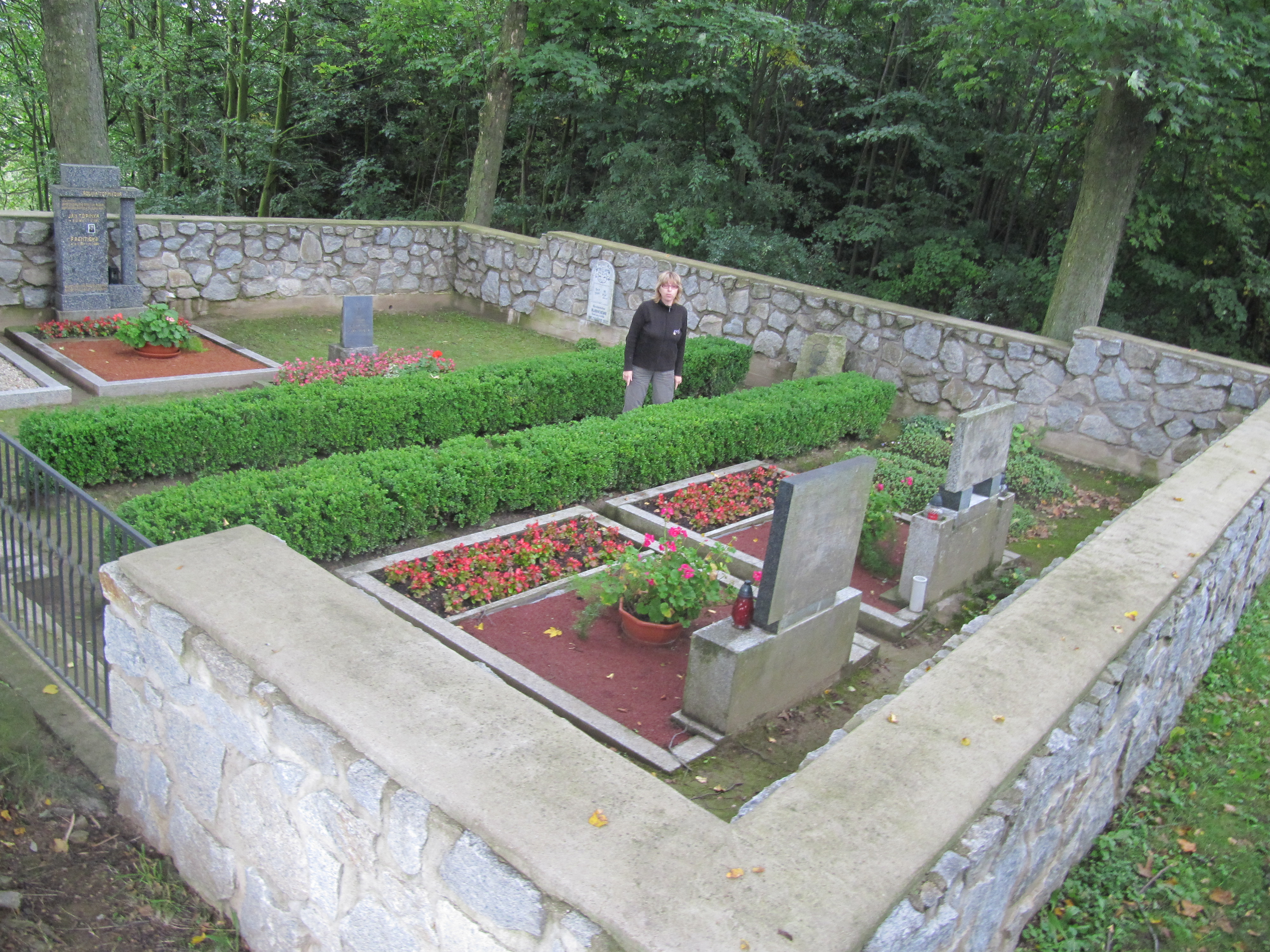
Evangelický hřbitov, nejmenší hřbitov v ČR
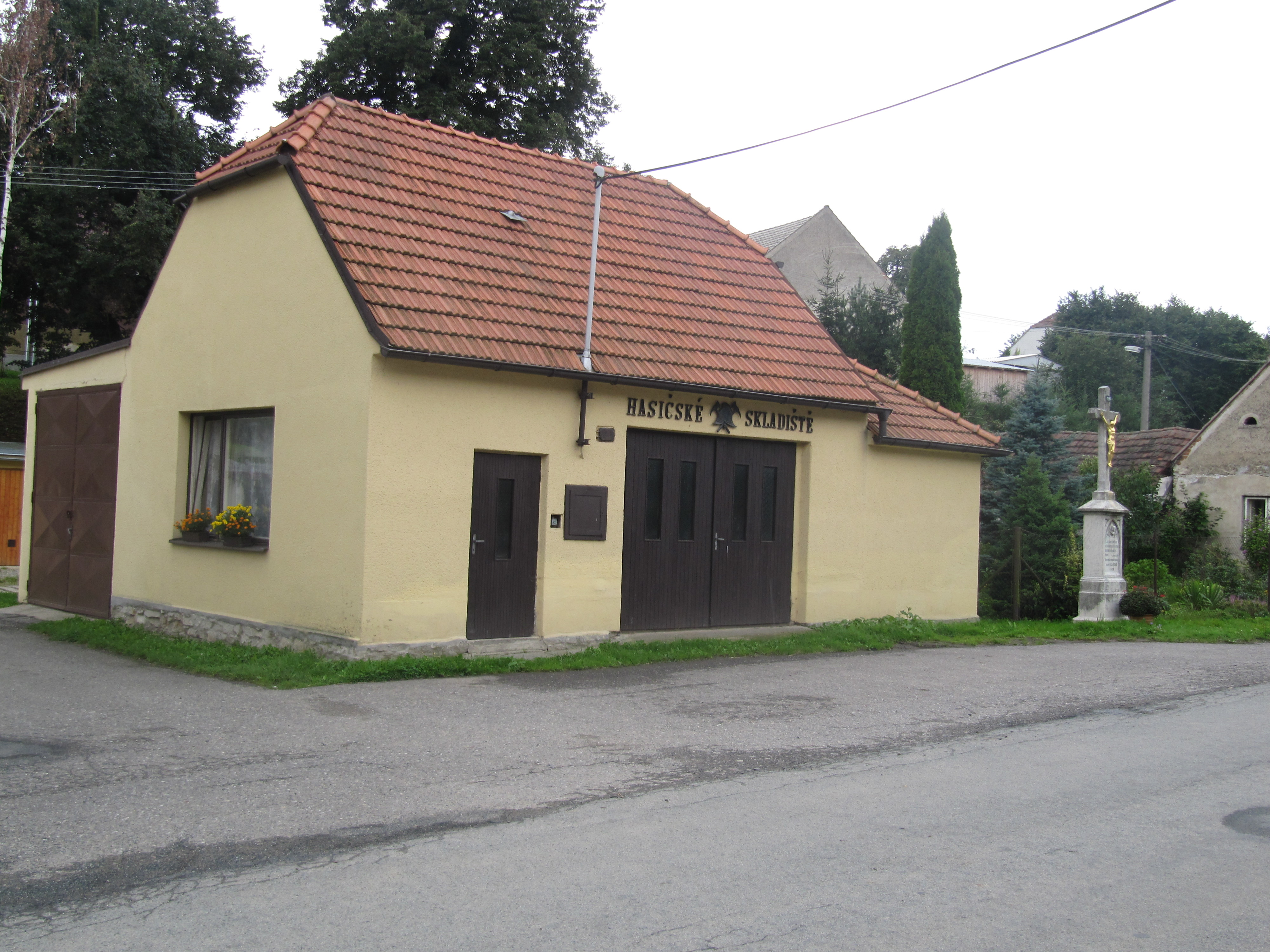
Hasičská zbrojnice
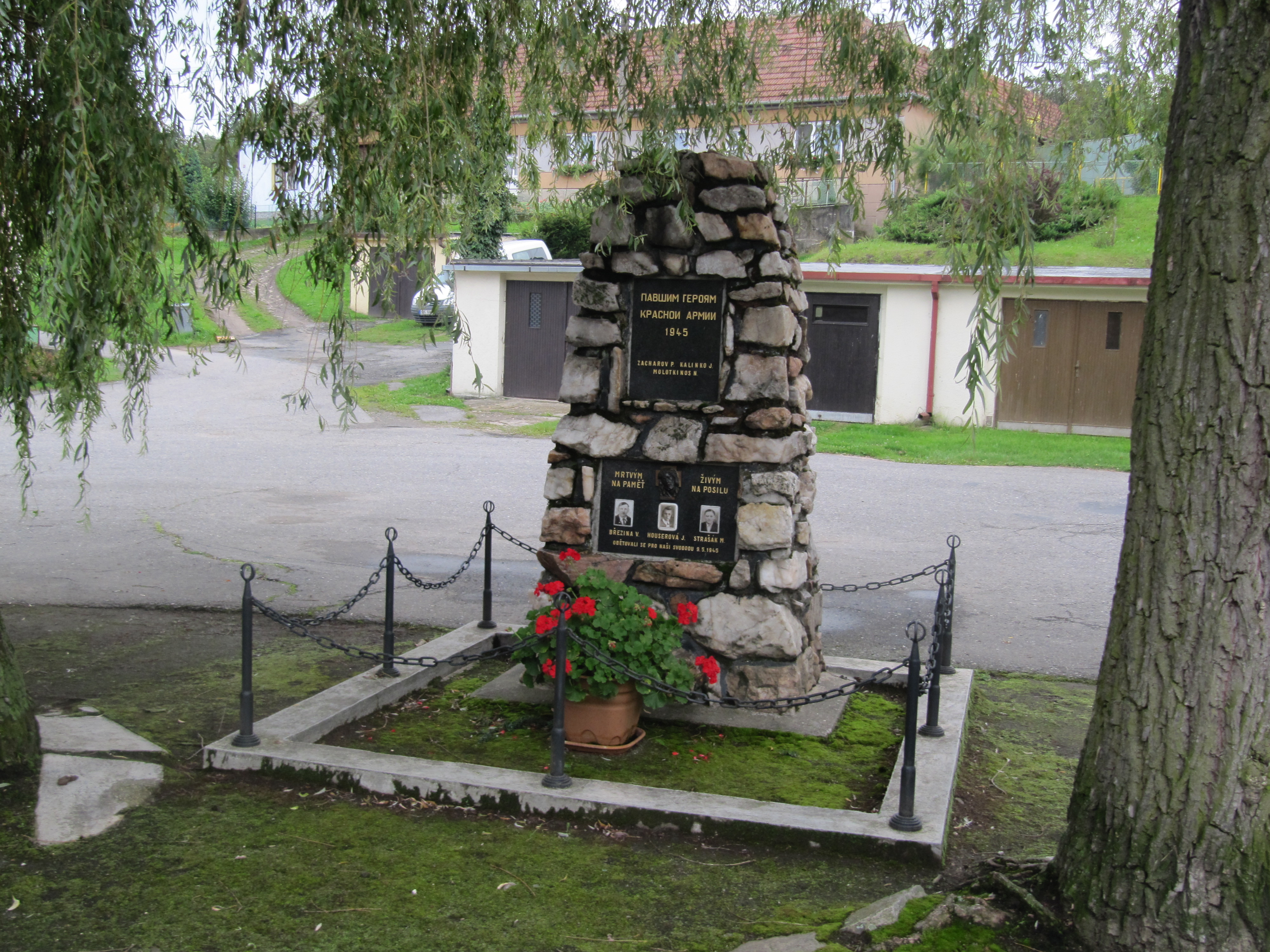
Hluboké, pomník Rudé armádě
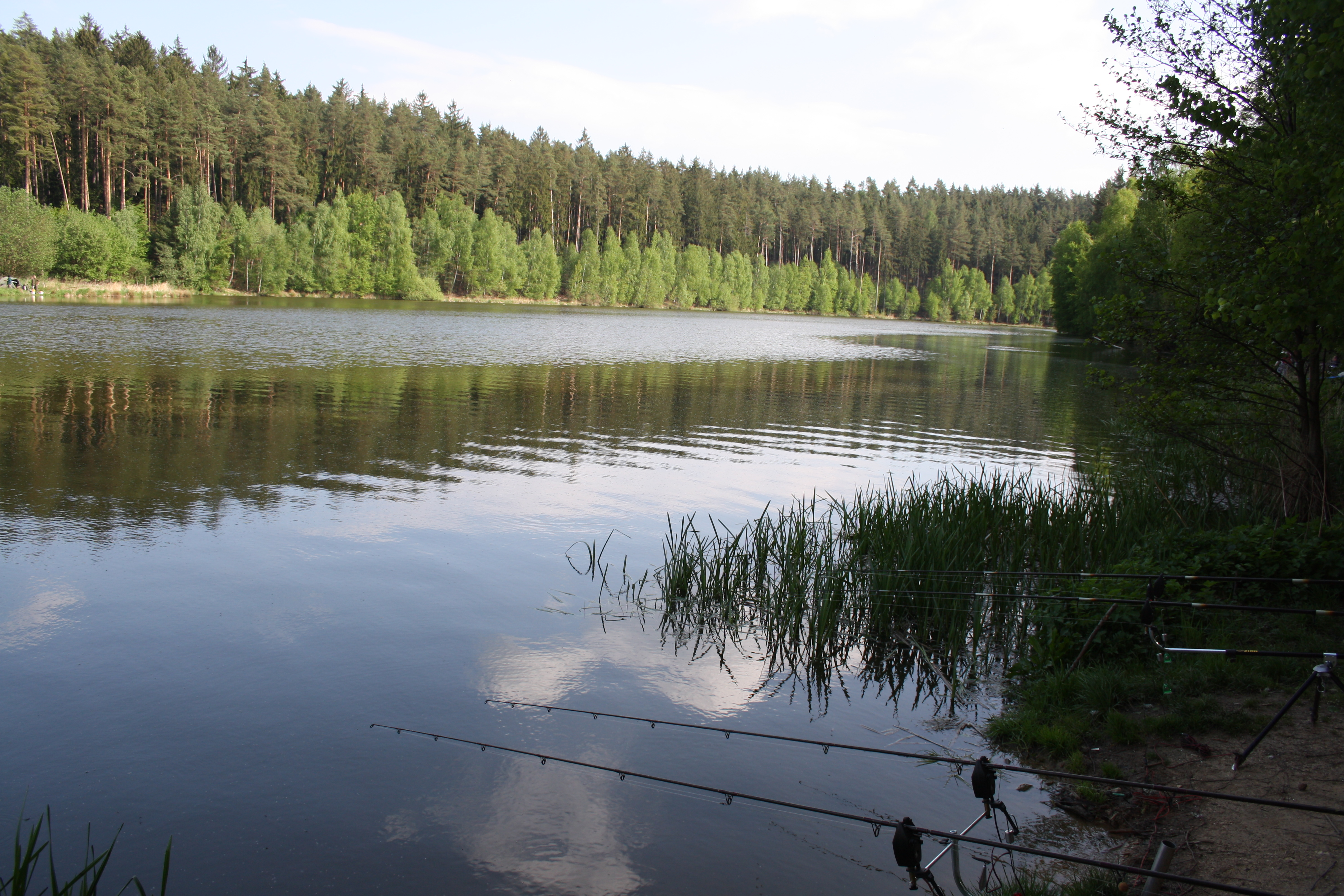
Nádrž Chvojnice